# Бараминология

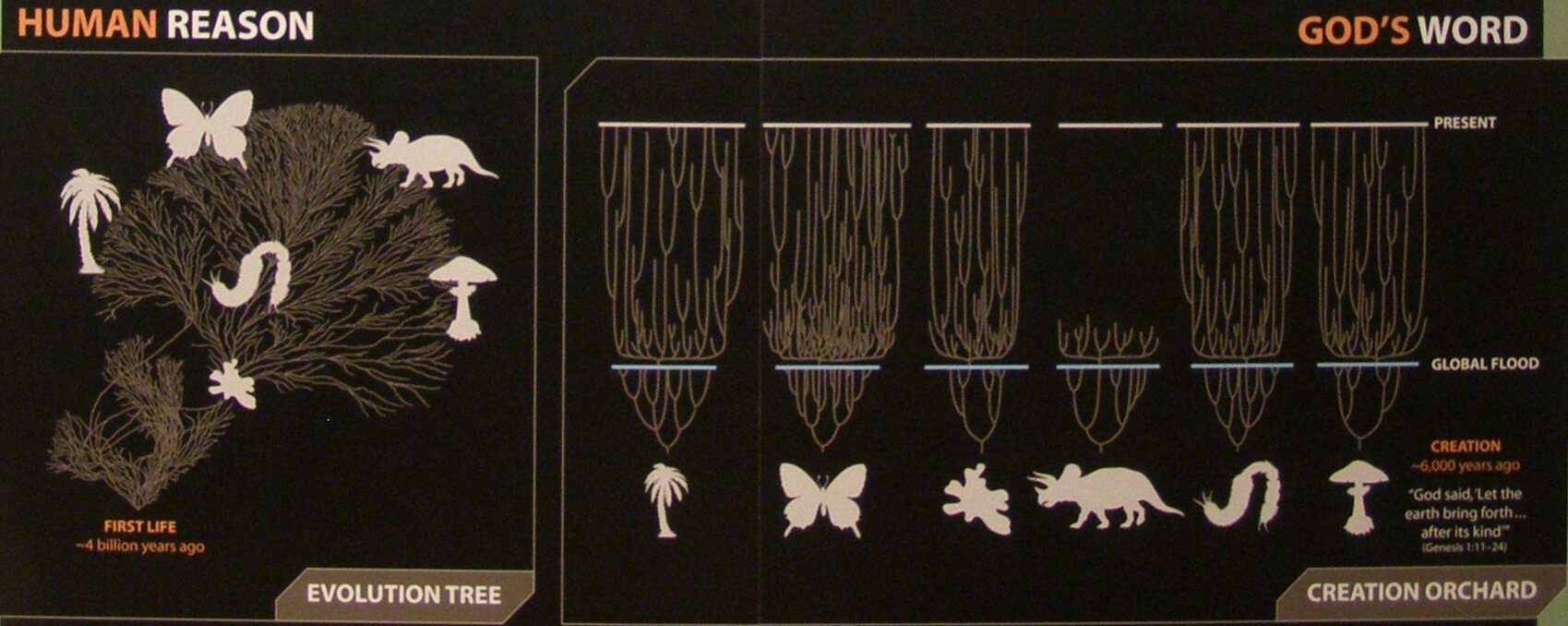
«Человеческий разум против Слова Божьего», выставка в Музее Сотворения, Кентукки, США

Бараминология — одна из креационистских концепций, согласно которой живые существа делятся на «сотворённые роды» (англ. created kinds), отделенные от других по своему происхождению. Классификационные группы в рамках такой концепции называют бараминами. Термин «барамин» образован из комбинации двух ивритских слов, означающих «творить» и «род» (в самом иврите такая комбинация не употребляется). Сторонники бараминологии считают, что путём эволюции от общих предков могли развиться некоторые близкородственные биологические виды (например, лошади, ослы и зебры), однако отрицают такую возможность для более отдаленных видов. Таким образом, макроэволюция признается возможной лишь в довольно узких пределах. Основное разнообразие живой природы на Земле при таком подходе оказывается заложенным уже на этапе творения (или Ноева ковчега), а эволюция считается ответственной только за появление мелких разновидностей живых существ.
В рамках бараминологии выделяются следующие классификационные группы:
- Холобарамин — группа, в которой все организмы происходят от общих предков (созданных Богом), и потому являются генетически родственными, например — различные виды морских черепах[2]. Люди (включая все человеческие расы) относятся к отдельному холобарамину, поскольку согласно Библии люди были созданы отдельно и не могут иметь общих предков с какими-либо животными.
- Монобарамин — классификационная единица, которую выделяют в рамках холобарамина. Например, собаки могут рассматриваться как монобарамин в рамках холобарамина, в который вместе с собаками входят также волки и другие виды из семейства собачьих.
- Апобарамин — группа, объединяющая любое количество холобараминов. Например, все животные вместе образуют апобарамин, поскольку, по мнению сторонников бараминологии, они не происходят от общего предка.
- Полибарамин — группа, состоящая из частей различных холобараминов. Например, современные млекопитающие Северной Америки могут рассматриваться как полибарамин.

Аргументируя такую классификацию, бараминологи используют аналогию с садом, занесенным толстым слоем снега, из-под которого торчат отдельные ветви. Раскапывая снег, можно обнаружить, что некоторые из этих ветвей принадлежат одному дереву, а другие, даже расположенные достаточно близко друг к другу, в действительности ответвляются от разных деревьев.
Согласно современным научным данным, деление живых существ на «сотворенные роды» является надуманным, поскольку все живые существа на Земле имеют столько общих черт, что единственным объяснением в рамках научного метода является общность происхождения (то есть вся земная биота, в терминах бараминологии, образует общий «холобарамин»). Научное сообщество не признаёт научной ценности бараминологической классификации, а саму бараминологию, равно как и другие креационистские концепции, считает псевдонаукой.